# Station Hazel Grove
Hazel Grove is een spoorwegstation van National Rail in Hazel Grove, Stockport in Engeland. Het station is eigendom van Network Rail en wordt beheerd door Northern Rail. 

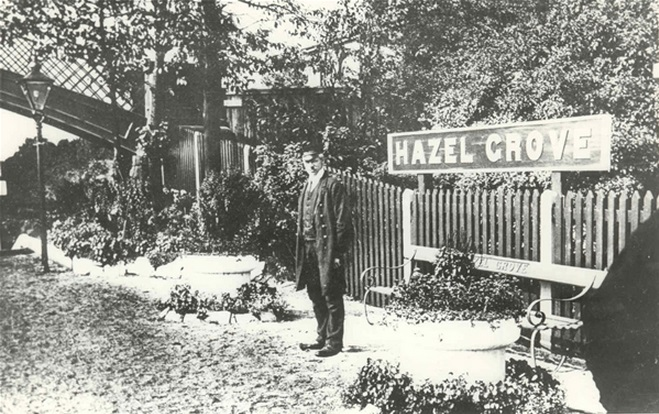
Stationschef, circa 1900